# 福井祥史
福井 祥史（ふくい よしひと、1966年4月10日 - ）は、日本のボーカリスト、ソングライター。京都府宇治市出身。D'ERLANGER、STRAWBERRY FIELDS、VINYLで活動した。

## 来歴
- 1984年8月、D'ERLANGERに加入。
- 1988年6月12日、D'ERLANGERを脱退。
- 1989年1月、LEZYNA（ex.JUSTY-NASTY）とSTRAWBERRY FIELDSを結成。
- 1991年3月30日、STRAWBERRY FIELDSメジャー・デビュー。
- 1993年9月25日、STRAWBERRY FIELDSを解散。
- 1995年6月16日、鈴木新（ex.黒夢）とVINYLを結成。
- 1997年11月21日、VINYLメジャー・デビュー。
- 1999年12月31日、VINYLの活動を停止。
- 2000年4月29日、渋谷ON AIR EASTにて福井祥史引退ソロライブを行い引退。
- 2011年6月12日、HOLIDAY OSAKAにて行われた「6.14 Memorial Live OSAKA」（東日本大震災復興支援チャリティー with MARRY）に、仲良し飲み仲間五人でのBOØWY Coverバンド「まふかっちゃん松田」のボーカルとして参加。
- 2012年5月4日、京都AKKUN'Sにて「やぶちゃん退院復活記念 1日限定 VINYL復活!」ライブを行う。病気を克服した旧友の呼びかけに応え、VINYL活動停止後初めて鈴木新とのLIVEを行ったもの。
- 2017年6月リリースのsukekiyoのアルバム『ADORATIO』に参加、約20年ぶりのレコーディングとなった[1][2][3]。
- 2018年3月11日、大久保水族館にて行われた44MAGNUMのVo.PAULとButterfly EffectのVo.マツ主催によるイベント「未来は僕らの手の中に~暴力なき暴動」第6弾「みんなの声を、願いを集めよう！」にSASF（Vo.福井祥史、G.鈴木新、B.AZUSA、Dr.SHU-KEN）として出演。
- 2018年9月22日、渋谷La.mamaにて行われたSASF初主催イベント「SYNCHRONIC EMOTION」で、S.A.S.F（SYNCHRONIC ADDICTIVE SCREAMING FISHES）のボーカルとしてライブを行う[4]。

## 作品

### D'ERLANGER
- デモテープ 『TONIGHT』
- デモテープ 『the birth of splendid beast!!』（1985年）
- デモテープ 『BLUE』（1985年）
- デモテープ 『SADISTIC EMOTION』（1987年）
- 7インチEP 『GIRL』（1987年2月20日　Mandrake Root Record　IOMR-700）
- オムニバスLPアルバム 『HUNGRY DAYS -“New Power Metal Audition”』 (1987年3月　ASTRAL LADY RECORDS 　28AL-3001) 
D'ERLANGER 「LIKE A BEAST」を収録。ライブ音源。
- オムニバスVHSビデオ 『ROCK FILE ON VIDEO 1988 VOL.3 WARNIN' HARD ATTACK』（1988年　宝島　VOS-4505）
D'ERLANGER 「I Spend All The Woman」を収録。ライブ映像。

### 参加作品

#### トリビュートアルバム
- TRIBUTE TO AUTO-MOD FLOWER IN THE DARK （1995年6月21日　アポロン　APCA-142）
M-2「世紀末キャバレー 」 M-8「REQUIEM」

#### sukekiyo
- sukekiyo『ADORATIO』 （2017年6月、Blu-spec CD2、sun-krad）
DISC2に「斑人間　Collaboration with 福井 祥史」を収録。